# Trilepida salgueiroi
Espèce
Synonymes
- Leptotyphlops salgueiroi Amaral, 1955
- Tricheilostoma salgueiroi (Amaral, 1955)

Trilepida salgueiroi est une espèce de serpents de la famille des Leptotyphlopidae.

## Répartition
Cette espèce est endémique du Brésil. Elle se rencontre dans les États de Bahia, du Minas Gerais, d'Espirito Santo et de Rio de Janeiro.

## Description
L'holotype de Trilepida salgueiroi mesure 351 mm. Cette espèce a le dos uniformément brun. Sa face ventrale est brun clair avec des écailles présentant des bords blancs ce qui forme finalement un motif réticulé.

## Étymologie
Son nom d'espèce lui a été en l'honneur de W.S. Salgueiro qui a collecté l'holotype.

## Publication originale
- Amaral, 1955 : Contribuição ao conhecimento dos ofídios neotrópicos: 14. Descrição de duas espécies novas de "cobra-cega" (fam. Leptotyphlopidae). Memórias do Instituto Butantan, Sao Paulo, vol. 26, p. 203-205.